# Mas de Gusí
El Mas de Gusí és una masia de Reus (Baix Camp) situada al cantó oriental del Burgar, al camí del Burgar, 80. És un mas important i un dels de més anomenada d'aquella zona. Pel seu cantó est hi passa el barranc Brut, que també rep el nom de barranc del Mas de Gusí
El mas, era una construcció de planta rectangular i volum de grans dimensions, amb tres plantes d'alçada i coberta amb terrat i possiblement amb badalot. La façana mostra les traces d'una composició basada en la simètrica d'un eix central per ordenar els buits, repetitius i ben proporcionats. Les parets són arrebossades i pintades. Les obertures de la planta primera són balcons, i les de la planta segona són finestres. El conjunt de construccions, tanca un pati central d'activitats. El creixement del mas és força compacte. En destaca el colomar de planta hexagonal i coberta de ceràmica blava situat a uns 50 metres al sud-est del mas.
L'estat actual del mas, és ruïnós. La resta de construccions presenten un estat molt deficient. A destacar l'arbrat de l'antic jardí.